# فروت ویل (کلرادو)
فروت ویل (به انگلیسی: Fruitvale) یک منطقهٔ مسکونی در ایالات متحده آمریکا است که در شهرستان میسا، کلرادو واقع شده‌است. فروت ویل ۸ کیلومتر مربع مساحت و ۷٬۶۷۵ نفر جمعیت دارد و ۱٬۴۲۳ متر بالاتر از سطح دریا واقع شده‌است.